# Rocksmith
Rocksmith é um jogo eletrônico musical produzido pela Ubisoft, baseado na tecnologia o a projeto inédito Guitar Rising.
O principal objetivo do jogo é a característica única que permite aos jogadores conectar em qualquer guitarra elétrica e reproduzi-la no console. O título  foi lançado outubro de 2011 e está disponível para PlayStation 3  PlayStation 4 Xbox One e Xbox 360 na América do Norte.Em 16 de outubro de 2012 uma versão do jogo para Microsoft Windows foi lançado

## Lista de Músicas
| Música                          | Artista(s)                      | Ano de lançamento |
| ------------------------------- | ------------------------------- | ----------------- |
| "House of the Rising Sun"       | The Animals                     | 1964              |
| "When I'm with You"             | Best Coast                      | 2010              |
| "I Got Mine"                    | The Black Keys                  | 2008              |
| "Next Girl"                     | The Black Keys                  | 2010              |
| "Song 2"                        | Blur                            | 1997              |
| "Step Out of the Car"           | The Boxer Rebellion             | 2011              |
| "Sunshine of Your Love"         | Cream                           | 1967              |
| "We Share the Same Skies"       | The Cribs                       | 2009              |
| "Boys Don't Cry"                | The Cure                        | 1979              |
| "I Want Some More"              | Dan Auerbach                    | 2009              |
| "Rebel Rebel"                   | David Bowie                     | 1974              |
| "I Can't Hear You"              | The Dead Weather                | 2010              |
| "Run Back to Your Side"         | Eric Clapton                    | 2010              |
| "Take Me Out"                   | Franz Ferdinand                 | 2004              |
| "Do You Remember"               | The Horrors                     | 2009              |
| "I Miss You"                    | Incubus                         | 1999              |
| "Slow Hands"                    | Interpol                        | 2004              |
| "Angela"                        | Jarvis Cocker                   | 2009              |
| "Well OK Honey"                 | Jenny O                         | 2010              |
| "Use Somebody"                  | Kings of Leon                   | 2008              |
| "Are You Gonna Go My Way"       | Lenny Kravitz                   | 1993              |
| "Surf Hell"                     | Little Barrie                   | 2011              |
| "Sweet Home Alabama"            | Lynyrd Skynyrd                  | 1974              |
| "Unnatural Selection"           | Muse                            | 2009              |
| "Plug In Baby"                  | Muse                            | 2001              |
| "In Bloom"                      | Nirvana                         | 1991              |
| "Breed"                         | Nirvana                         | 1991              |
| "Where Is My Mind?"             | Pixies                          | 1988              |
| "Go With the Flow"              | Queens of the Stone Age         | 2002              |
| "High and Dry"                  | Radiohead                       | 1995              |
| "California Brain"              | RapScallions                    | 2011              |
| "Number Thirteen"               | Red Fang                        | 2011              |
| "Higher Ground"                 | Red Hot Chili Peppers           | 1989              |
| "(I Can't Get No) Satisfaction" | The Rolling Stones              | 1965              |
| "The Spider and the Fly"        | The Rolling Stones              | 1965              |
| "Play with Fire"                | The Rolling Stones              | 1965              |
| "Gobbledigook"                  | Sigur Rós                       | 2008              |
| "Panic Switch"                  | Silversun Pickups               | 2009              |
| "Outshined"                     | Soundgarden                     | 1991              |
| "Me and the Bean"               | Spoon                           | 2001              |
| "Between the Lines"             | Stone Temple Pilots             | 2010              |
| "Vasoline"                      | Stone Temple Pilots             | 1994              |
| "Under Cover of Darkness"       | The Strokes                     | 2011              |
| "Mean Bitch"                    | Taddy Porter                    | 2010              |
| "A More Perfect Union"          | Titus Andronicus                | 2010              |
| "Good Enough"                   | Tom Petty and the Heartbreakers | 2010              |
| "Slither"                       | Velvet Revolver                 | 2004              |
| "Burnished"                     | White Denim                     | 2011              |
| "Icky Thump"                    | The White Stripes               | 2007              |
| "Islands"                       | The XX                          | 2009              |
| "Chimney"                       | The Yellow Moon Band            | 2009              |

Há 6 músicas no jogo que estão bloqueadas e pode se desbloquear avançando no modo "Journey" sendo elas:
| Músicas                    | Artista(s)        | Ano de lançamento |
| -------------------------- | ----------------- | ----------------- |
| "Ricochet"                 | Brian Adam McCune | 2011              |
| "Boss"                     | Chris Lee         | 2011              |
| "Space Ostrich"            | Disonaur          | 2011              |
| "Jules"                    | Seth Chapla       | 2011              |
| "The Star Spangled Banner" | Seth Chapla       | 2011              |
| "Six AM Salvation"         | Versus Them       | 2011              |